# فاروج
فاروج (بالفارسية: فاروج) هي إحدى مدن محافظة خراسان الشمالية في إيران في البلدة المركزية وهي مركز مدينة فاروج. يقدر عدد سكانها بـ 10,039 نسمة .